# يونس باهنر
يونس باهنر (بالفارسية: یونس باهنر)، مواليد 12 أبريل 1977) لاعب كرة قدم إيراني متقاعد. لعب لنادي برسيبوليس. في السنوات الأخيرة من حياته المهنية، تولى قيادة ثلاثة أندية تبريزية: جرار، ماشين سازي وغوستارش.

## مهنة النادي
في عام 1991، انضم إلى نادي توانير في دوري مقاطعة أذربيجان الشرقية ثم باسيج تبريز. انضم أخيرًا إلى فريق تراكتور سازي في تبريز في عام 1996

### إحصائيات النادي الوظيفي
| أداء النادي     | أداء النادي     | أداء النادي               | الدوري  | الدوري  | كوب        | كوب        | كونتيننتال | كونتيننتال | مجموع   | مجموع   |
| الموسم          | النادي          | الدوري                    | تطبيقات | الأهداف | تطبيقات    | الأهداف    | تطبيقات    | الأهداف    | تطبيقات | الأهداف |
| إيران           | إيران           | إيران                     | الدوري  | الدوري  | كأس الحزفي | كأس الحزفي | آسيا       | آسيا       | مجموع   | مجموع   |
| --------------- | --------------- | ------------------------- | ------- | ------- | ---------- | ---------- | ---------- | ---------- | ------- | ------- |
| 2000-01         | برسيبوليس       | دوري أزاديجان             | 14      | 0       | 1          | 0          | 4          | 0          | 19      | 0       |
| 2001-2002       | برسيبوليس       | الدوري الإيراني للمحترفين | 19      | 0       | 2          | 0          | -          | -          | 21      | 0       |
| 2002–03         | برسيبوليس       | الدوري الإيراني للمحترفين | 13      | 0       |            |            | 3          | 0          |         |         |
| 2003–04         | برسيبوليس       | الدوري الإيراني للمحترفين | 19      | 0       |            |            | -          | -          |         |         |
| المجموع الوظيفي | المجموع الوظيفي | المجموع الوظيفي           | 65      | 0       |            |            | 7          | 0          |         |         |

## مرتبة الشرف

### النادي
برسيبوليس
- دوري الخليج للمحترفين (1) : 2001–02